# Wadym Starcew
Wadym Wołodymyrowycz Starcew (ukr. Вадим Володимирович Старцев; ur. 22 marca 1978 w Pierewalsku w obwodzie ługańskim) – ukraiński piłkarz, grający na pozycji bramkarza.

## Kariera piłkarska

### Kariera klubowa
Starcew rozpoczął swoją piłkarską karierę w Ługańsku, w klubie UOR w 1992 roku. W 1996 został zawodnikiem grającej w drugiej lidze Stali Ałczewsk. W 2000 roku wywalczył awans do Wyższej Ligi, w której rozegrał w klubie z Ałczewska 12 meczów i przepuścił 28 goli. Sezon zakończył się spadkiem. Kolejny awans zanotował z zespołem w 2005 roku, jednak stracił miejsce w podstawowym składzie na rzecz Andrija Komaryckiego. Dlatego latem 2008 zmienił klub na Szachtar Swerdłowśk.

## Sukcesy i odznaczenia

### Sukcesy klubowe
- mistrz Pierwszej lihi Ukrainy: 2005